# Pic Bonanza
Le pic Bonanza, en anglais Bonanza Peak, est une montagne des North Cascades dans l'État de Washington dans le Nord-Ouest des États-Unis.

## Toponymie
Le pic Bonanza portait autrefois l'appellation de North Star Mountain (en) et son nom était attribué à un sommet secondaire au sud-ouest. En 1904, la première carte du United States Geographical Survey commet plusieurs inversions et cet usage devient officiel.

## Géographie
D'une altitude de 2 899 m, la montagne est située à l'intérieur de la forêt nationale de Wenatchee au sein de la Glacier Peak Wilderness. Il s'agit du cinquième plus haut sommet de l'État de Washington et le premier non-volcanique,, tout comme le premier sommet non-volcanique de la chaîne des Cascades.
La montagne abrite le glacier Company (en) au nord, le glacier Mary Green (en) à l'est et le glacier Isella (en) au sud.

## Histoire
En 1937, Curtis James, Barrie James et Joe Leuthold deviennent les premiers à escalader la montagne.